# Leandro Oroz

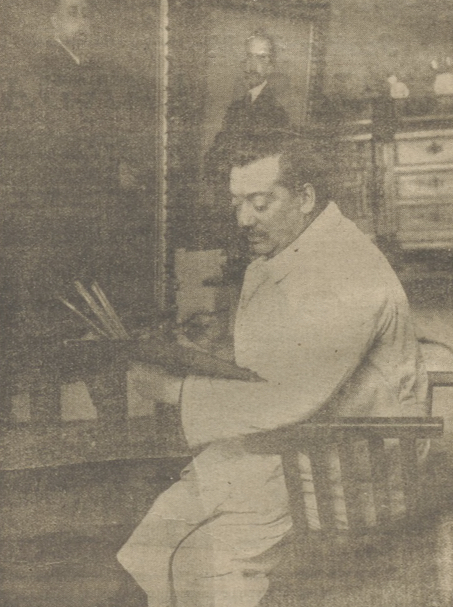
Leandro Oroz en su estudio

Leandro Oroz Lacalle (Bayona, 1883-Madrid, 1933) fue un grabador y pintor español, bohemio y, más tarde, maestro de la Escuela Normal Central, en el Madrid del primer cuarto del siglo XX.

## Biografía
De familia vasca, llegó a Madrid desde Bilbao gracias a la pensión que le proporcionó un particular. En la capital española frecuentó —en calidad de joven bohemio— las tertulias de final del cambio de siglo, en especial la del Café de Levante, donde es muy probable que Ricardo Baroja le iniciase en las técnicas del aguafuerte.
Inició su formación en la Escuela Especial de Pintura, Escultura y Grabado, en Madrid, donde tuvo como maestros a José María Galván y Ricardo de los Ríos; con este último llegaría a grabar una lámina del San Pablo ermitaño, siguiendo el modelo de José de Ribera, que recibió una mención en la Exposición Nacional de Bellas Artes de 1901 y una tercera medalla en 1906.
Entre sus anécdotas juveniles se incluye el haber sido secretario de Anita Delgado en el inicio de la gran aventura de la cupletista con el maharajá Jagatjit Singh de Kapurthala, por ser en aquella época (1908) novio de la hermana de Anita y miembro de la camarilla de Valle-Inclán, protector de las hermanas Delgado.
Pensionado para la Academia de España en Roma en 1908, volvió a España en 1913, comenzando a participar en las Exposiciones Nacionales. En 1915, con Preludio, lienzo de suave estilo simbolista, ganó una segunda medalla en la especialidad de pintura; y dos años después consigue una segunda medalla en el apartado de grabado.
Fue miembro de la Asociación de Pintores y Escultores de Madrid desde 1927 y profesor en la Escuela Normal de Madrid, hasta su muerte a los cincuenta años de edad. Ha sido especialmente recordado por los dos trabajos, un óleo y un retrato a la sanguina, dedicados al poeta Antonio Machado.

## Obras

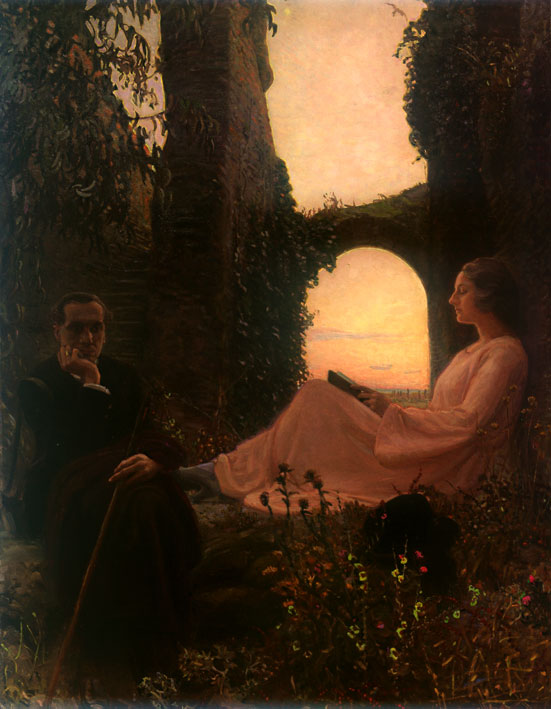
Antonio Machado y su musa, composición de estilo simbolista-modernista, pintada por Oroz en 1924.

- Antonio Machado y su musa, composición de estilo simbolista-modernista, pintada por Oroz en 1924.Antonio Machado y su musa, óleo sobre lienzo, 210 x 156 cm. Inscripción al reverso, en lápiz: «Evocación». (Colección particular). Composición de estilo simbolista-modernista, pintada hacia 1924.
- Retrato de Antonio Machado, sanguina, fechada y firmada. Fundación José Ortega y Gasset.
- Retrato de una amazona, óleo sobre lienzo, 173 x 103 cm, firmado (depositado en el Museo de Bellas Artes de Badajoz).
- San Pablo, aguafuerte, buril y talla dulce sobre papel, 280 x 222 mm, firmado.

Tiene obra expuesta en la Calcografía Nacional, en Madrid, en el ámbito del Museo del Prado, el Museo del Romanticismo y en la Colección Frick de Nueva York.